# Heras (Jonia)

Mapa con algunas de las antiguas ciudades griegas en Jonia, donde se aprecia la ubicación de Heras, al oeste de Teos.

Heras o Eras (en griego, Αἰραί) era una antigua colonia griega de Jonia.
Fue miembro de la Liga de Delos puesto que aparece mencionada en registros de tributos a Atenas entre los años 454/3 y 427/6 a. C.
En el año 411 a. C., en el marco de la guerra del Peloponeso, los de Quíos provocaron que las ciudades de Lébedos y Heras, hasta entonces aliadas de Atenas, se sublevaran contra ella. Después acudió a la zona el ateniense Diomedonte al mando de diez naves y atacó Heras, pero no consiguió tomarla.
En época de Estrabón era una pequeña ciudad que pertenecía a Teos.
Se conservan monedas de plata y bronce de Heras fechadas en el siglo IV a. C. donde figura la inscripción «ΑΙΡΑΙΩΝ».